# Joanna (JoJo)
Joanna è un singolo della cantante statunitense JoJo, pubblicato l'11 ottobre 2019 su etichetta Clover Music e Warner Records. È il primo vero lavoro originale dell'artista pubblicato sotto la nuova etichetta discografica.

## Descrizione
Il brano è una ballata freestyle e R&B scritta da JoJo, Natalie Dunn, Rebekah Muhammad e Jeff Gitelman, quest'ultimo anche nel ruolo di produttore. Il contenuto del testo è incentrato sui commenti degli haters, dei critici musicali e dei fan. Cantando in terza persona, la cantante prende in giro le opinioni negative degli altri nel testo.

## Video musicale
Il videoclip di accompagnamento alla canzone, diretto da Se Oh, mostra frotte di fan che corrono davanti alla cantante verso l'auto di una celebrità sconosciuta davanti a un teatro. L'artista ammicca alla telecamera durante la conclusione del video per indicare l'uscita di nuovo materiale musicale.

## Tracce
Download digitale
1. Joanna – 2:08

## Classifiche
| Classifica (2019) | Posizione massima |
| ----------------- | ----------------- |
| Stati Uniti (R&B) | 14                |